# Las cosas del querer
Las cosas del querer es una película musical española estrenada en 1989. Dirigida por Jaime Chávarri y protagonizada por Ángela Molina y Manuel Bandera, su gran aceptación entre el público español y argentino animó al mismo equipo a rodar una segunda parte, en coproducción con aquel país, que se estrenó en 1995: Las cosas del querer 2.

## Argumento
Tras reencontrarse al término de la guerra civil española, Mario, un cantante homosexual, su amigo Juan, pianista, y su novia Pepita, también cantante, se unen en una formación musical dedicada a la copla andaluza que les hará muy conocidos e irán cosechando éxitos por todo el territorio español. Su brillante trayectoria también les depara momentos desagradables; las envidias artísticas, los celos entre la pareja, las conspiraciones de la madre de Pepa para separar a la pareja y que su hija triunfe camelándose empresarios, sobre todo cuando Pepita inicia su carrera como actriz con el nombre de Dora Morán. Además, los recelos que había en la sociedad conservadora e intolerante de postguerra hacia la forma de vida de Mario y sus ideas, son utilizados por un marqués que se había enamorado de él al ser rechazado por Mario para tomarse la venganza y para obligar a este a exiliarse, separando definitivamente a los amigos.

## Reparto
- Ángela Molina como Pepita Morán.
- Manuel Bandera como Mario Ruiz.
- Ángel de Andrés López como Juan.
- Amparo Baró como Balbina, la ayudante de Pepita.
- Mary Carmen Ramírez como la madre de Pepita.
- María Barranco como Nena Colman.
- Santiago Ramos como Don Servando.
- Diana Peñalver como hermana.
- Juan Gea como el marqués.
- Rafael Alonso.
- Eva León Conde.
- Ana Sáinz.
- Manuel Gallardo como Ignacio Martínez.
- Mari Paz Ballesteros.
- María Rus.
- Tony Canal.
- Luis Barbero.
- Abel Vitón.
- Ricardo Palacios.
- Paco Clavel como Antoñito.
- Miguel Molina como un chico joven.
- Anastasio Campoy.
- Francisco Cambres.
- Juan Calot.
- Cándida Galán.
- José Cerro.
- Santiago Álvarez.
- María Elena Flores.
- Félix Navarro.
- Rafael Silva.
- Francis Lorenzo como un policía.
- Amado Cruz.
- Andrés Bayonas.
- Maruja Recio.
- Emilio Laguna.
- Emilio del Valle.
- Fuensanta Morales como una bailarina.
- Roger Álvarez.
- Dani Pannullo como un admirador en el palco.
- Paco Racionero como el taxista.

## Comentarios
La película debe su nombre a la canción Las cosas del querer, que interpretan los protagonistas entre otras coplas clásicas y canciones populares de los años 1940 que aparecen en sus números musicales.
Aunque no está basada en hechos reales, la película se inspira en los comienzos musicales del artista malagueño Miguel de Molina y en las causas que provocaron su exilio en Argentina.
En sus memorias, tituladas Botín de guerra, Miguel de Molina comenta lo siguiente sobre esta producción: "Una de las últimas barrabasadas que debí sufrir fue que se hiciera en España una película titulada Las cosas del querer y que, para publicitarla, se lanzara indirectamente la idea de que era mi vida, sin pagarme un céntimo. Cuando intenté algún reclamo y el productor Luis Sanz aseguró que “se trataba de una obra de ficción y que cualquier parecido era pura casualidad”, no supe si reír o llorar de rabia" (Molina, 1998: 310).
En las dos entregas de Las cosas del querer, Ángela Molina tuvo la oportunidad de desarrollar su faceta musical y de homenajear a su padre, el célebre cantante de copla Antonio Molina, a quien de niña acompañaba en algunas giras. Se publicaron dos discos con las canciones interpretadas en cada película, entre ellas La bien pagá, Herencia gitana y Tatuaje. 
En la segunda parte intervinieron los actores argentinos Susú Pecoraro y Darío Grandinetti. Anabel Alonso y Antonio Valero sustituyeron a María Barranco y Ángel de Andrés López.

## Palmarés cinematográfico
IV edición de los Premios Goya
| Categoría                     | Persona                                                        | Resultado  |
| ----------------------------- | -------------------------------------------------------------- | ---------- |
| Mejor actriz protagonista     | Ángela Molina                                                  | Candidata  |
| Mejor actriz de reparto       | María Barranco                                                 | Candidata  |
| Mejor guion original          | Antonio Larreta Lázaro Irazábal Fernando Colomo Jaime Chávarri | Candidatos |
| Mejor música original         | Gregorio García Segura                                         | Candidato  |
| Mejor dirección artística     | Luis Sanz                                                      | Candidato  |
| Mejor diseño de vestuario     | María Luisa Zabala José María García Montes                    | Candidatos |
| Mejor maquillaje y peluquería | Gregorio Ros Jesús Moncusi                                     | Candidatos |

Fotogramas de Plata 1989
| Categoría            | Persona        | Resultado |
| -------------------- | -------------- | --------- |
| Mejor actriz de cine | Ángela Molina  | Candidata |
| Mejor actor de cine  | Manuel Bandera | Candidato |